# Хав'єр Арнау
Хав'єр Арнау (ісп. Javier Arnau, 20 березня 1973) — іспанський хокеїст на траві.
Учасник Олімпійських Ігор 1992, 1996, 2000 років. Срібний призер 1996 року.
Срібний призер Чемпіонату світу 1998 року.
Бронзовий призер Трофею чемпіонів 1997 року.